# さいたま市文化センター
さいたま市文化センター（さいたましぶんかセンター）は、埼玉県さいたま市南区根岸一丁目にある多目的ホール。完成当時は埼玉県内最大のホールであった。旧称は「浦和市文化センター」。

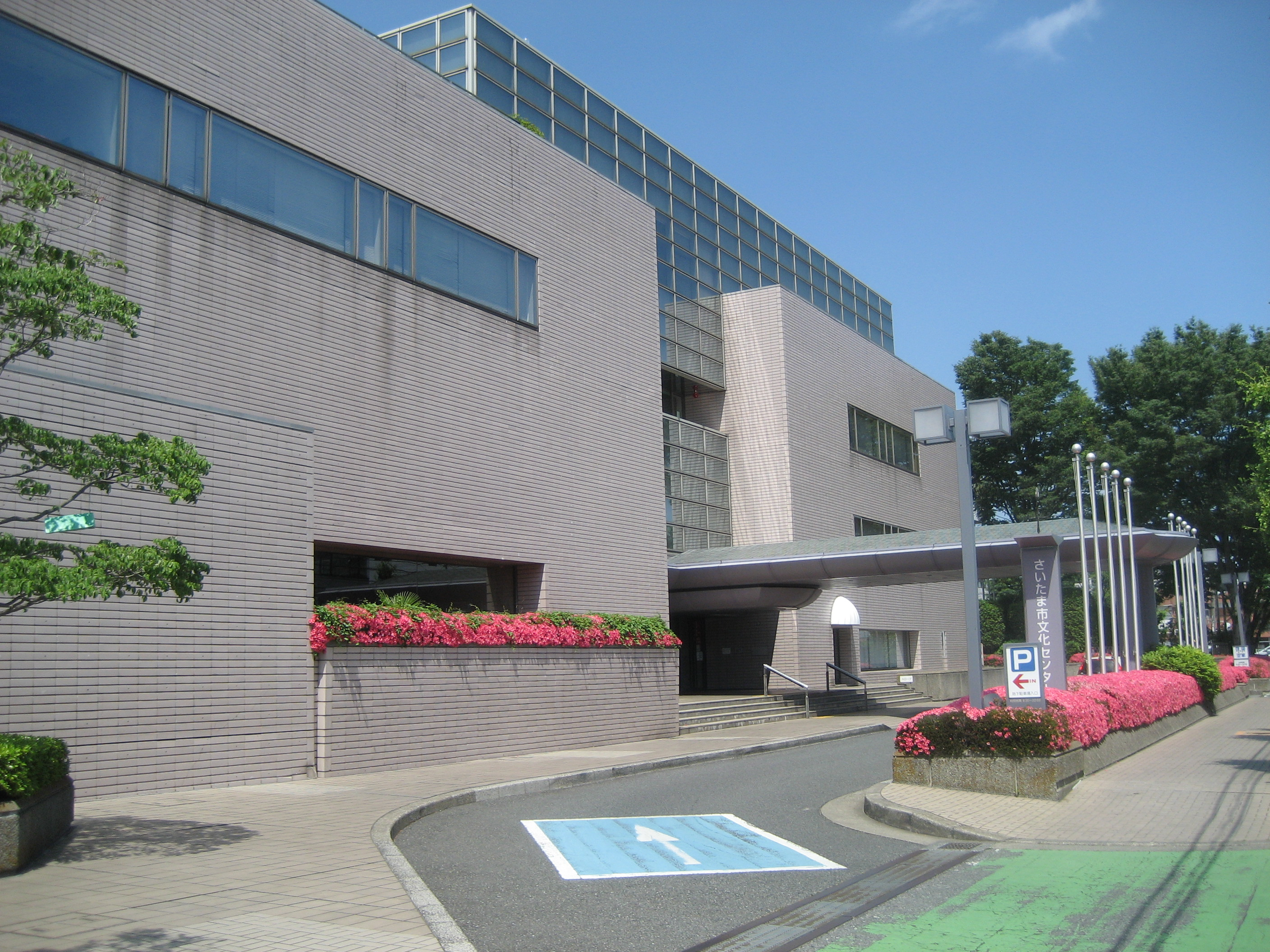
南側

## 概要
敷地は、1957年9月から1972年3月までは浦和市立南浦和中学校の敷地であった。1985年に浦和市文化センターとして完成。1988年に大宮ソニックシティ大ホールが完成するまでは、埼玉県最大のホールであった。2001年にさいたま市が発足してからは現在の名称になっている。主に発表会場やコンサート会場として利用されている。さいたま市立南浦和図書館を併設する。

## 施設
- 大ホール（さくら草ホール）：2006席[1]
- 小ホール（しらさぎホール）：340席

## 所在地
- 埼玉県さいたま市南区根岸1-7-1

## アクセス
- 南浦和駅西口より徒歩7分[2]。